# Aeroportul Socotra
Aeroportul Socotra (IATA: SCT, ICAO: OYSQ) este un aeroport din Socotra, Hadhramaut Region⁠(d), Yemen ce deservește zona Socotra. A fost numit după zona deservită.
Situat la o altitudine de 45 m, aeroportul dispune de 1 pistă.

## Infrastructură

### Piste
Aeroportul dispune de o singură pistă. Pista are orientarea 03/21. 